# Alex Manninger
Alexander Manninger (* 4. června 1977) je bývalý rakouský fotbalista, který hrál jako brankář. Odehrál 33 zápasů za rakouskou reprezentaci. Hrál za kluby v Rakousku, Anglii, Itálii, Španělsku a Německu.

## Reprezentační kariéra
Manninger debutoval za Rakousko v přátelském utkání proti Švédsku v srpnu 1999. Byl členem rakouské reprezentace na Mistrovství Evropy ve fotbale 2008. Odehrál třiatřicet zápasů během deseti let v reprezentaci.

## Úspěchy

### Klubové
Arsenal
- Premier League: 1997/98
- FA Cup: 1997/98
- FA Charity Shield: 1998, 1999

Juventus
- Serie A: 2011/12

### Individuální
- Hráč měsíce Premier League: březen 1998